# Liste der Biografien/Gb
Liste der Biografien |
Portal Biografien |
Personensuche
# |
A |
B |
C |
D |
E |
F |
G |
H |
I |
J |
K |
L |
M |
N |
O |
P |
Q |
R |
S |
T |
U |
V |
W |
X |
Y |
Z |
?
 
Ga |
Gb |
Gc |
Gd |
Ge |
Gf |
Gh |
Gi |
Gj |
Gk |
Gl |
Gm |
Gn |
Go |
Gp |
Gq |
Gr |
Gs |
Gu |
Gv |
Gw |
Gy |
Gz
Die Liste der Biografien führt alle Personen auf, die in der deutschsprachigen Wikipedia einen Artikel haben. Dieses ist eine Teilliste mit 33 Einträgen von Personen, deren Namen mit den Buchstaben „Gb“ beginnt.

## Gb

### Gba
- Gbadebo, Adebayo (* 1974), nigerianischer Fußballtrainer
- Gbagbeke, Stanley (* 1989), nigerianischer Leichtathlet
- Gbagbi, Ruth (* 1994), ivorische Taekwondoin
- Gbagbo, Laurent (* 1945), ivorischer Politiker, Präsident der Côte d'Ivoire
- Gbagbo, Simone (* 1949), ivorische PolitikerinSimone Gbagbo (* 1949)

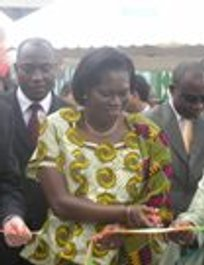
Simone Gbagbo (* 1949)

- Gbagi, Kenneth (1961–2024), nigerianischer Politiker, Industrieller und Anwalt und Bildungsminister
- Gbaguidi, Deo-Gratias, beninischer Fußballspieler
- Gbaguidi, Pélagie (* 1965), senegalesische Künstlerin
- Gbai, Jessika (* 1998), ivorisch-US-amerikanische Sprinterin
- Gbakle, Dieudonné (* 1995), malischer Fußballspieler
- Gbamblé, Néné (* 2002), ivorischer Fußballspieler
- Gbamin, Jean-Philippe (* 1995), ivorisch-französischer Fußballspieler
- Gbandi, Chris (* 1979), liberianischer Fußballspieler
- Gbandi, Sandy (* 1983), liberianisch-US-amerikanischer Fußballspieler
- Gbane, Mory (* 2000), ivorischer Fußballspieler
- Gbao, Augustine (* 1948), sierra-leonischer Rebellenführer

### Gbe
- Gbedemah, Komla Agbeli (1912–1998), ghanaischer Minister für Finanzen, Gesundheit und Handel
- Gbédji, Raïssa († 2025), beninische Journalistin, Aktivistin und Sängerin
- Gbegnon, Omer, beninischer Fußballspieler
- Gbeho, Anita (* 1964), ghanaische UN-Diplomatin
- Gbeho, Victor (* 1935), ghanaischer Politiker, Diplomat und Jurist
- Gbenye, Christophe († 2015), kongolesischer Politiker
- Gbezera-Bria, Michel (* 1946), zentralafrikanischer Politiker

### Gbi
- Gbilee, James (* 1987), liberianischer Fußballspieler
- Gbitiku, Matthew Remijio Adam (* 1972), südsudanesischer Ordensgeistlicher und römisch-katholischer Bischof von Wau

### Gbo
- Gbodolle, Étienne Loco (* 1954), beninischer Boxer
- Gboho, Yann (* 2001), französisch-ivorischer Fußballspieler
- Gbohouo, Sylvain (* 1988), ivorischer Fußballtorhüter
- Gbongou Liango, Bertrand (* 1982), zentralafrikanischer Taekwondoin
- Gbowee, Leymah (* 1972), liberianische Bürgerrechtlerin und PolitikerinLeymah Gbowee (* 1972)

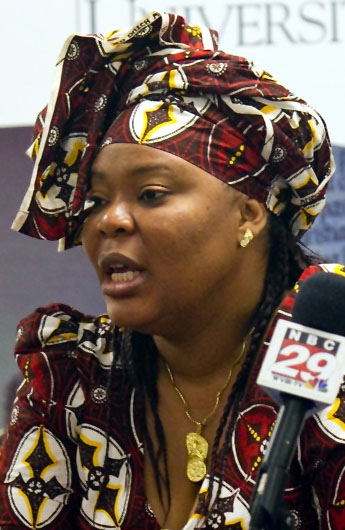
Leymah Gbowee (* 1972)

### Gbu
- Gbur, Julian (1942–2011), orthodoxer Ordensgeistlicher, Bischof der Eparchie Stryj
- Gburek, Jürgen (* 1967), deutscher Fernschachspieler
- Gburek, Leo (1910–1941), deutscher Geophysiker und Polarforscher